# Cmentarz żydowski w Jaworze
Cmentarz żydowski w Jaworze – został założony w połowie XIX wieku, najstarszy zachowany nagrobek pochodzi z 1864 roku. Zajmuje powierzchnię 0,2 ha. Do naszych czasów zachowało się około czterdziestu nagrobków. Został zamknięty w 1974 roku przez władze komunistyczne. W 1990 roku wpisano go do rejestru zabytków.

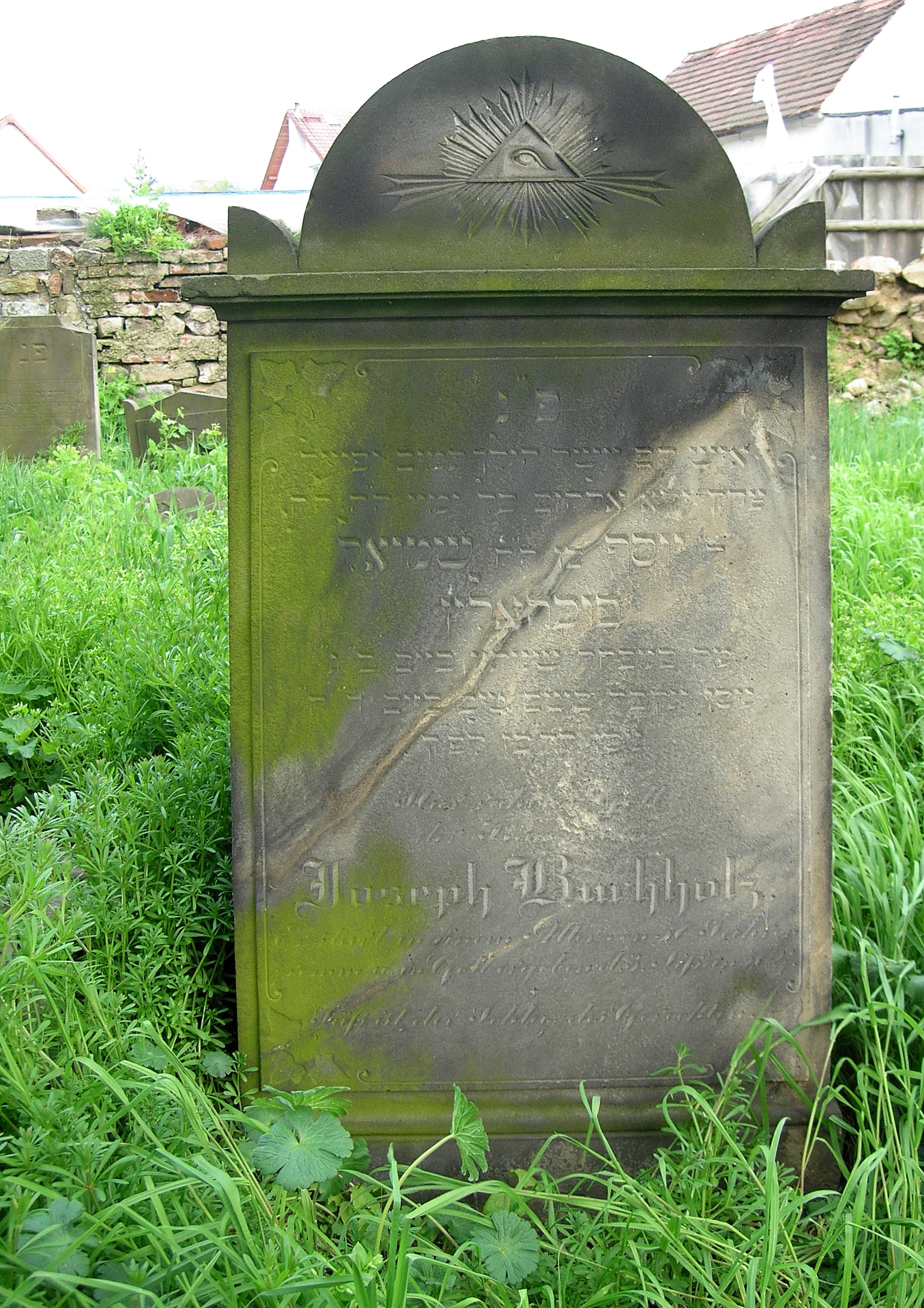
Macewa